# ダグラス・レイン
ダグラス・レイン（Douglas Rain, 1928年3月13日 - 2018年11月11日）は、カナダの俳優、ナレーター。舞台での活動が主であるが、映画『2001年宇宙の旅』『2010年』に登場する人工知能「HAL 9000」の声を演じたことで最も有名である。

## 経歴・人物
レインはマニトバ州ウィニペグで生まれた。アルバータ州バンフのバンフ・スクール・オブ・ファインアーツ、ロンドンのオールド・ヴィック・スクールで演劇を学んだ。彼は40年以上に及ぶストラトフォード・シェークスピア・フェスティヴァルとの関わりでよく知られている。様々な役を演じ、最も良く知られているのが1966年のテレビドラマ『ヘンリー五世』である。
レインはまた、『Vivat! Vivat Regina!』で1972年のトニー賞、ミュージカル助演男優賞にノミネートされている。
2018年11月11日、カナダ・オンタリオのセント・メアリーズ・メモリアル病院で自然死した。90歳没。

## 主な出演作
- Oedipus Rex (1957)
- The Night They Killed Joe Howe (1960) テレビドラマ
- Just Mary (1960) テレビシリーズ、声のみ
- ワン・プラス・ワン One Plus One (1961)
- William Lyon Mackenzie: A Friend to His Country (1961)
- Robert Baldwin: A Matter of Principle (1961)
- The Other Man  (1963) テレビミニシリーズ
- Twelfth Night (1964) テレビ映画
- Fields of Sacrifice (1964) ナレーター
- Henry V (1966) テレビ映画
- 2001年宇宙の旅 2001: A Space Odyssey (1968) HAL-9000の声
- Talking to a Stranger (1971) テレビミニシリーズ
- スリーパー Sleeper (1973) 声のみ
- The Man Who Skied Down Everest (1975) ナレーター
- One Canadian: The Political Memoirs of the Rt. Hon. John G. Diefenbaker (1976) テレビミニシリーズ、声のみ
- 2010年 2010 (1984) HAL-9000の声
- Love & Larceny (1985) テレビ映画

## 参照
1. 1 2  “『2001年宇宙の旅』HALの声を務めたダグラス・レインさん死去”. シネマトゥデイ (2018年11月12日). 2018年11月12日閲覧。
2. ↑  Douglas Canadian Theatre Encyclopedia